# Блэр, Шери
Шери, леди Блэр (англ. Cherie, Lady Blair; род. 23 сентября 1954, Бери, Большой Манчестер, Англия), также профессионально известная под девичьей фамилией как Шери Бут — британский барристер, лектор и писатель. Жена Тони Блэра, который являлся премьер-министром Великобритании.

## Ранние годы и образование
Блэр родилась 23 сентября 1954 года в городе Бери (Англия) и воспитывалась в Ферндейл-роуд (Ватерлоо, Мерсисайд) расположенный к северу от Ливерпуля. Когда Шери было 8 лет, её отец, британский актёр Тони Бут, покинул её мать, британскую актрису Гейл Говард. Шери и её младшую сестру Линдси воспитывала мать Гейл и бабушка по отцу Вера Бут, которая была верующей католичкой ирландского происхождения. Сестры учились в католических школах Кросби, Мерсисайд. Также Шери посещала Грамматическую школу приморского женского монастыря, которая сейчас является частью Католического колледжа Святого Сердца.
Шери Блэр изучала право в Лондонской школе экономики, которую окончила с отличием. Позже она поступила в Университет права и прошла профессиональный курс для адвокатов.
Шери была кандидатом от Лейбористской партии в округе Северный Танет в Кенте на Парламентских выборах в Великобритании 1983 года, в результате которых проиграла Роджеру Гейлу.

## Юридическая карьера
В 1976 году она стала барристером, а в 1995 году — Королевским адвокатом. В 1999 году она была назначена рекордером (постоянный судья по совместительству) в Окружной и Королевский Суд.
Шери Блэр была основателем и членом палаты адвокатов Matrix Chambers в Лондоне. Matrix была основана в 2000 году со специализацией международного права в области прав человека, хотя члены палаты также практикуются в разных областях публичного и частного права Великобритании, права ЕС, Европейской конвенции по правам человека, и международного права.
Она является основателем и председателем юридической компании Omnia Strategy LLP. Компания специализируется на трудовом праве, дискриминации, публичном праве, и в этом качестве, периодически представляет заявителей, которые ведут дела против правительства Великобритании.
Блэр появлялась в ряде ведущих дел. Ярким примером является дело в Европейском суде которое касалось дискриминации по признаку сексуальной ориентации.
В 2011 году Блэр вместе с американской партнёршей Гейл Лесе (Gail Lese) создали компанию Mee Healthcare. В июне 2015 году компания прекратила свою деятельность.

## Научная карьера
с 1999 по 2006 год являлась третьим ректором Ливерпульского университета Джона Мура. 26 июля 2006 года Блэр была награждена почетным титулом Эмерит, также университет предоставил своему новому зданию почетное имя «Шери Бут». Также являлась губернатором Лондонской школы экономики и Открытого университета. 2 марта 2011 года Шери была назначена на должность ректора Азиатского Университета для женщин.

## Отличия и благотворительность
В июле 1999 года Блэр получила степень Honoris causa (DUniv) от Открытого университета Великобритании.
Блэр также является покровителем таких благотворительных организаций:
- Breast Cancer Care — единственная специализированная организация Великобритании, которая предоставляет уход, поддержку и информацию для всех, кто страдает раком молочной железы;
- Jospice — международная хосписная организация, базирующаяся в её родном городе Кросби[13];
- Scope — национальная благотворительная организация, которая проводит кампании с целью изменения негативного отношения к инвалидности и предоставляет прямые услуги для людей с ограниченными возможностями[14].

В 2008 году Шери Блэр создала фонд Cherie Blair Foundation for Women, который специализируется на поддержке женщин-предпринимателей в развивающихся странах. В июне 2018 года её фонд был представлен на Лондонском международном форуме.
В 2013 году была награждена Орденом Британской империи.

## Семья
В 1976 году во время получения адвокатского образования, Шери встретила будущего мужа и премьер-министра Тони Блэра. Поженились 29 марта 1980 года. Блэр имеют трех сыновей и дочь: Юэн (Euan) (1984 года рождения), Николас (Nicholas) (1985 года рождения), Кэтрин (Kathryn) (1988 года рождения) и Лео (2000 года рождения).
Лео был первым ребёнком, который родился в семье действующего премьер-министра за 150 лет.
Ещё одна беременность в возрасте 47 лет закончилась выкидышем в начале августа 2002 года.
Её первая внучка родилась в октябре 2016 года.

### Доходы четы Блэр
- Зарплата британского премьер-министра Тони Блэра в 2005 году составляла 178 тысяч 922 фунта стерлингов в год[21]
- Шери Бут (она же миссис Блэр) зарабатывала адвокатской практикой 250 тысяч фунтов стерлингов; данные на 2005 год[21]

## Публицистика
Шери Блэр написала книгу своих воспоминаний под названием «Выступая для себя: Автобиография» (Speaking for Myself: The Autobiography), вышедшая в конце мая 2008 года. Книга занесена в список бестселлеров Sunday Times.